# Vatica nitens
Vatica nitens är en tvåhjärtbladig växtart som beskrevs av George King. Vatica nitens ingår i släktet Vatica och familjen Dipterocarpaceae. Inga underarter finns listade i Catalogue of Life.